# Memory
«Memory» (укр. Пам'ять) — арія Грізабелли; головна тема з мюзиклу «Коти» англійського композитора Ендрю Ллойд Веббера.
1982 року визнана найкращою ліричною композицією, отримавши премію Айвор Новело.
Перша виконавиця — Елейн Пейдж, що зіграла роль Грізабелли. Згодом кавер-версії пісні виконали багато відомих співаків та співачок, серед яких популярною стала версія Барбри Стрейзанд, що увійшла до її альбому «Memories».